# Rashad McCants
Rashad Dion McCants (25 de septiembre de 1984; Asheville, Carolina del Norte) es un exjugador de baloncesto estadounidense que disputó 5 temporadas en la NBA. Mide 1,95 metros y jugaba de escolta.

## Trayectoria deportiva

### High School
Comenzó su etapa en el instituto en su ciudad natal, pero pronto se trasladó a New Hampton, en el estado de Nuevo Hampshire. Lideró a su colegio en el título estatal conseguido en 2002 y él fue nombrado MVP de la final.
Fue nombrado jugador del año de New Hampshire en 2001 y 2002, y participó en el McDonald's All-American Game, un partido destinado a los mejores jugadores de instituto del país, junto a sus futuros compañeros de universidad Raymond Felton y Sean May.

### Universidad
Fue miembro de los Tar Heels de la Universidad de Carolina del Norte en Chapel Hill entre 2002 y 2005. En su segundo año, fue el más votado entre los que compusieron en mejor quinteto de la Atlantic Coast Conference, y ayudó a su equipo a ganar la Final Four de la NCAA en 2005. Poco después de conseguir el título, se declaró elegible para el Draft de la NBA.

### Profesional

#### NBA
Fue elegido en la decimocuarta posición del Draft de la NBA de 2005 por los Minnesota Timberwolves, justo una posición detrás de su compañero en North Carolina Sean May. Allí ha jugado durante dos temporadas como escolta suplente, aunque se ha perdido más de la mitad de la última por culpa de las lesiones. Ha promediado 7 puntos y 1,6 rebotes en 16,5 minutos de juego por partido.
El 19 de febrero de 2009 fue traspasado a Sacramento Kings junto con Calvin Booth por Shelden Williams y Bobby Brown.
Tras quedarse sin equipo, firmó Houston Rockets en septiembre de 2009, pero fue cortado antes del inicio de la temporada. En verano de 2010, se unió a los Cleveland Cavaliers de cara a la NBA Summer League, pero dejó el equipo antes de empezar. Por eso en octubre de 2010, firma con los Dallas Mavericks, pero es asignado al equipo filial de la NBA Development League, los Texas Legends.

#### Extranjero
En 2012, los Coca-Cola Tigers de la Philippine Basketball Association de Filipinas le contrataron para disputar la Governors Cup, siendo liberado tras finalizar.
El 13 de julio de 2012, firma con el club francés Strasbourg IG. El 24 de agosto se desvincula del equipo, tras disputar un solo encuentro.
El 19 de noviembre de 2012, firma por los Foshan Long Lions de China. El 10 de enero de 2013, fue cortado.
El 24 de enero de 2013, regresa a los Texas Legends, siendo cortado un mes después.
En noviembre de 2013, se marcha a Brasil a jugar con Uberlândia Tênis Clube, debutando el 5 de enero de 2014.
El 23 de noviembre de 2014, firma por el Homenetmen Beirut de la Lebanese Basketball League.
En abril de 2015 firma por los Trotamundos de Carabobo de la LPB de Venezuela.

#### BIG3
El 30 de abril de 2017, fue elegido en el puesto número 1 del draft de la liga de veteranos BIG3, por los Trilogy. El 26 de agosto de 2017, ganaron el primer campeonato, y McCants fue nombrado Championship MVP.

## Estadísticas de su carrera en la NBA

### Temporada regular
| Año     | Equipo     | PJ  | PT | MPP  | %TC  | %3P  | %TL  | RPP | APP | ROB | TPP | PPP  |
| ------- | ---------- | --- | -- | ---- | ---- | ---- | ---- | --- | --- | --- | --- | ---- |
| 2005-06 | Minnesota  | 79  | 12 | 17.2 | .450 | .372 | .736 | 1.8 | .8  | .6  | .3  | 7.9  |
| 2006-07 | Minnesota  | 37  | 0  | 15.0 | .350 | .267 | .690 | 1.3 | 1.0 | .7  | .2  | 5.0  |
| 2007-08 | Minnesota  | 75  | 24 | 26.9 | .453 | .407 | .748 | 2.7 | 2.2 | .9  | .2  | 14.9 |
| 2008-09 | Minnesota  | 34  | 2  | 18.7 | .360 | .319 | .741 | 1.9 | .9  | .8  | .2  | 9.1  |
| 2008-09 | Sacramento | 24  | 1  | 19.4 | .444 | .357 | .783 | 2.0 | 1.5 | .8  | .3  | 10.3 |
| Total   | Total      | 249 | 39 | 20.2 | .431 | .368 | .741 | 2.0 | 1.3 | .7  | .2  | 10.0 |

## Vida personal
Su hermana Rashanda jugó en el equipo femenino de la Universidad de North Carolina y posteriormente en la WNBA.
En junio de 2008, comenzó a salir con la estrella de televisión, Khloe Kardashian. Ambos fueron presentados por el jugador Reggie Bush, quien salía en ese momento con su hermana Kim. La relación terminó siete meses después, en enero de 2009, tras una infidelidad de él. En ese periodo llegó a aparecer en el reality show Keeping Up with the Kardashians.
En 2014 denunció que la Universidad de Carolina del Norte en Chapel Hill había desarrollado prácticas fraudulentas durante su paso por la institución. Según su testimonio, la universidad -con la intención de garantizar su éxito deportivo- le habría habilitado a sus estudiantes-atletas un sistema para evitar asistir a clases y aun así aprobar mediante la presentación de trabajos monográficos, los cuales eran redactados por tutores a nombre de los estudiantes. Posteriormente creó la United Society for Athlete Education, una organización no gubernamental destinada a impulsar la reforma de la relación entre educación y deporte en los Estados Unidos. En 2018 publicó el libro Plantation Education: The Exploitation of the Modern-Day Athlete-Student en el que critica a las universidades de su país por explotar económicamente a sus atletas.
En 2019 salió a la luz, que Rashad fue una de las mayores víctimas de la estafadora profesional Peggy Ann Fulford.